# Bulbophyllum lindleyanum
Bulbophyllum lindleyanum är en orkidéart som beskrevs av William Griffiths. Bulbophyllum lindleyanum ingår i släktet Bulbophyllum och familjen orkidéer. Inga underarter finns listade i Catalogue of Life.

## Bildgalleri

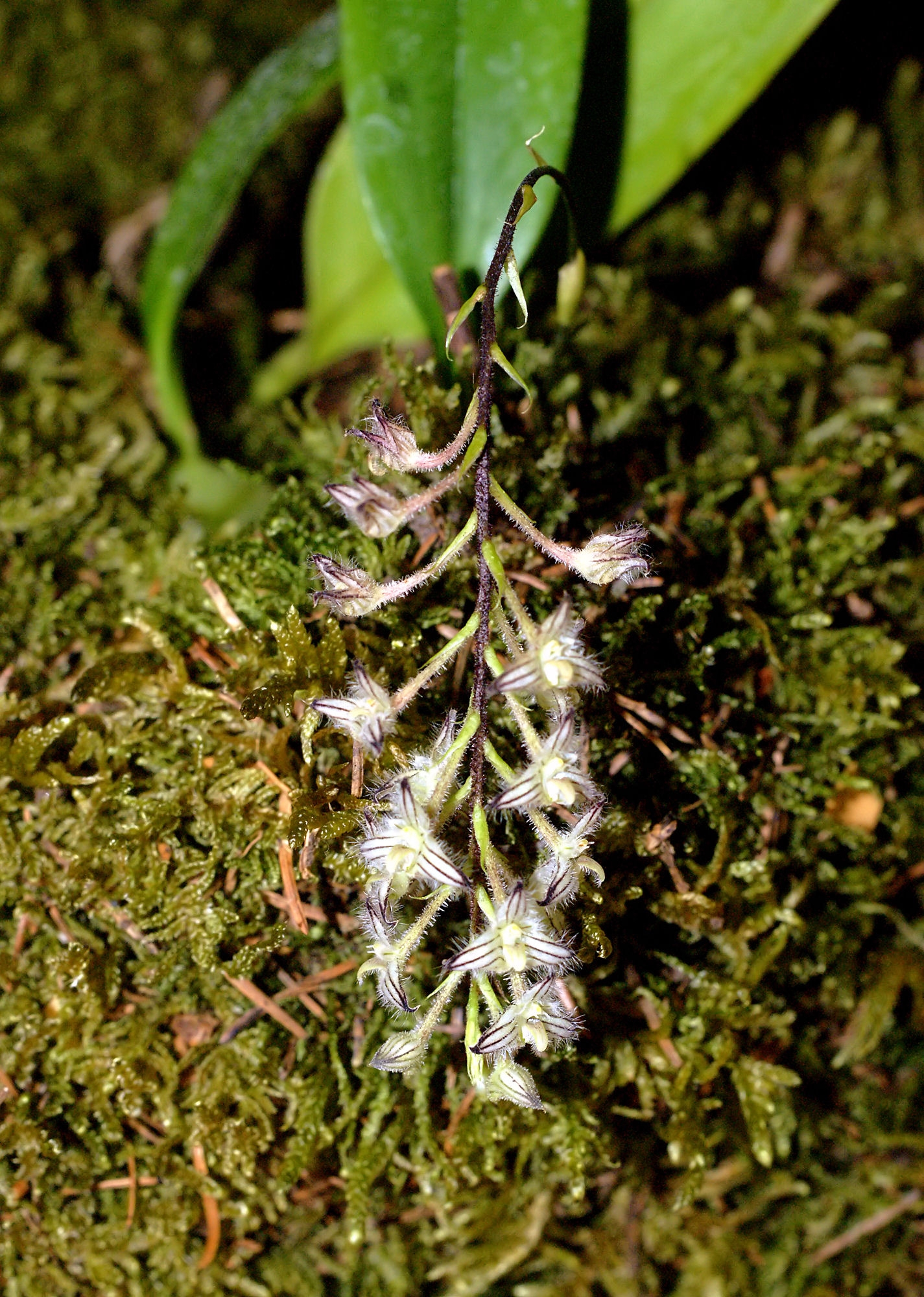
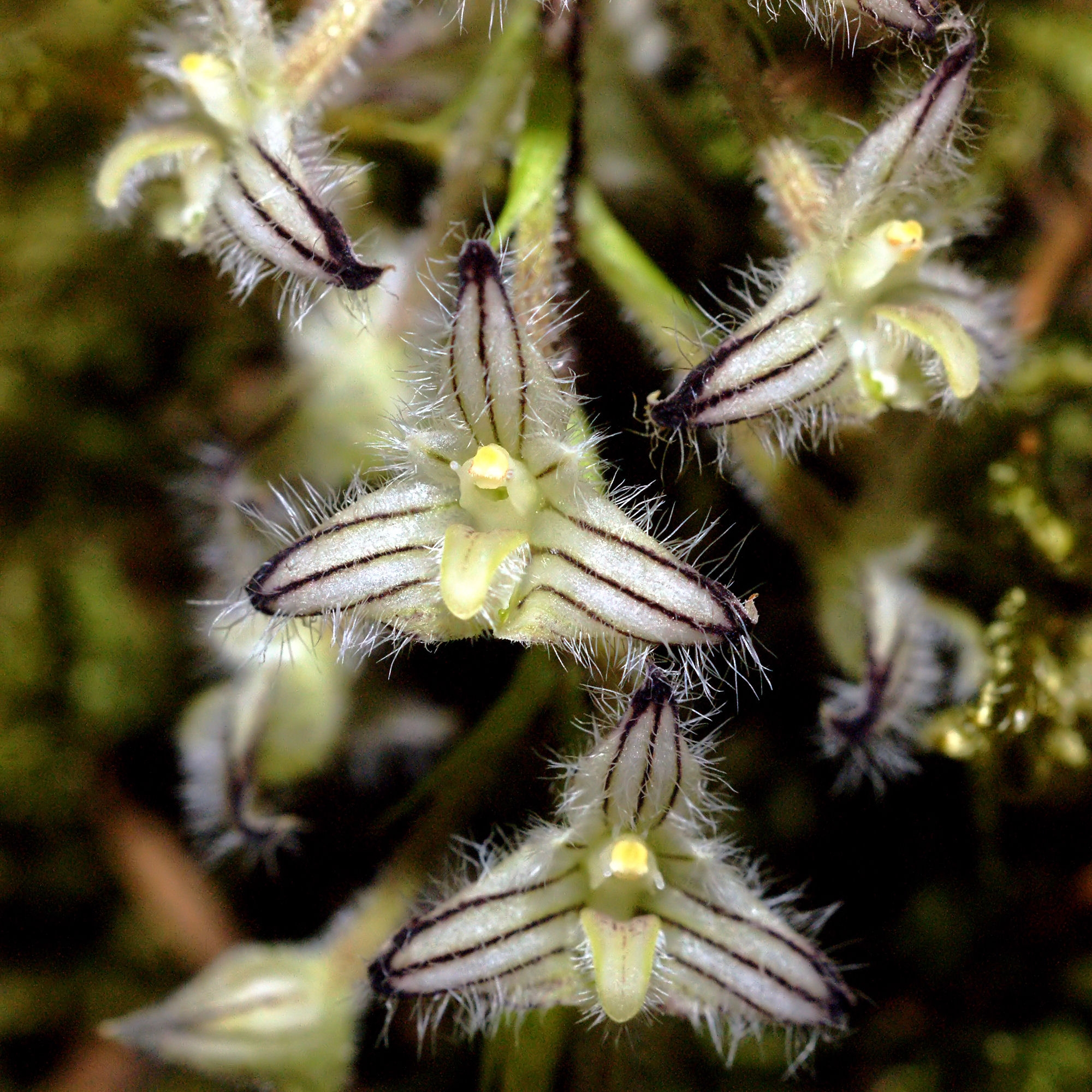